# سيباستيان كزافييه
سيباستيان كزافييه (بالإنجليزية: Sebastian Xavier) هو سباح هندي، ولد في 10 فبراير 1970.

## وصلات خارجية
- سيباستيان كزافييه على موقع الاتحاد الدولي للسباحة (الإنجليزية)
- سيباستيان كزافييه على موقع اللجنة الأولمبية الدولية (الإنجليزية)
- سيباستيان كزافييه على موقع أوليمبيديا (الإنجليزية)